# Boyəhməd
Boyəhməd è un comune dell'Azerbaigian situato nel distretto di Culfa.